# ATC kód C01
ATC kód C01 Kardiaka je hlavní terapeutická skupina anatomické skupiny C. Kardiovaskulární systém.

## C01A Srdeční glykosidy

### C01AA Digitalisové glykosidy
C01AA05 Digoxin

## C01B Antiarytmika, třída I a III

### C01BA Antiarytmika, třída Ia
C01BA Antiarytmika, třída Ia
C01BA08 Prajmalin

### C01BB Antiarytmika, třída Ib
C01BB01 Lidokain
C01BB02 Mexiletin

### C01BC Antiarytmika, třída Ic
C01BC03 Propafenon

### C01BD Antiarytmika, třída III
C01BD01 Amiodaron

## C01C Kardiotonika, kromě srdečních glykosidů

### C01CA Adrenergní a dopaminergní látky
C01CA02 Isoprenalin
C01CA03 Norepinefrin
C01CA04 Dopamin
C01CA07 Dobutamin
C01CA17 Midodrin
C01CA24 Epinefrin

### C01CE Inhibitory fosfodiesterázy
C01CE02 Milrinon

### C01CX Jiná kardiotonika
C01CX08 Levosimendan

## C01D Vazodilatancia používaná u onemocnění srdce

### C01DA Organické nitráty
C01DA02 Glycerol trinitrát
C01DA05 Pentaerythrittetranitrát
C01DA08 Isosorbid dinitrát
C01DA14 Isosorbid mononitrát

### C01DX Jiná vazodilatancia používaná u onemocnění srdce
C01DX12 Molsidomin

## C01E Jiná kardiaka

### C01EA Prostaglandiny
C01EA01 Alprostadil

### C01EB Jiná kardiaka
C01EB05 Kreatinolfosfát
C01EB10 Adenosin
C01EB15 Trimetazidin
C01EB17 Ivabradin

## Poznámka
- Registrované léčivé přípravky na území České republiky.
- Informační zdroj: Státní ústav pro kontrolu léčiv, Všeobecná zdravotní pojišťovna.